# ابن وكيل الأقليشي
أبو جعفر أحمد بن مَعَد بن عيسى التُجيبي الدّاني الأُقليشي يعرف عمومًا بـابن وكيل الأُقليشي أو مختصرًا بـابن الأُقليشي وأحيانًا أبو العبّاس الأُقليجِيُّ (1097 - 11 نوفمبر 1154) (490 - 4 رمضان 549) عالم مسلم ولغوي عربي ومتصوف أندلسي من أهل القرن الثاني عشر الميلادي/ السادس الهجري. ولد في دانية، ونشأ وتعلم فيها. سمع الحديث فيها ثم رحل إلى بلنسية فأخذ اللغة والنحو والأدب عن بعض شيوخها. أخذ عن كثير من العلماء الأندلسيين. هاجر إلى المشرق 1148 وجاور مكة. توفي في مصر أثناء عودته إلى وطنه. له مؤلفات كثيرة ونظم.

## سيرته
هو أبو جعفر أو أبو العباس أحمد بن مَعَد بن عيسى بن وكيل التُجيبي الزاهد. أصل والده من أُقليش قرب طليطلة، فلذلك عُرِف بابن الأُقليشي أو الأُقْلِيجيُّ. 

ولد حوالي سنة 490 هـ/ 1097 م في دانية عاصمة طائفة دانية والجزائر الشرقية، ونشأ وتعلم فيها. سمع الحديث من أبيه ومن أحمد بن طاهر بن عيسى، وتتلمذ له. ثم رحل إلى بلنسية فأخذ اللغة والنحو والأدب من عن عبد الله بن محمد البطليوسي. أخذ عن علماء كثيرين، منهم صهره طارق بن يعيش، وأبو بكر بن العربي، وعبد الحق بن عطية وأبو العباس أحمد بن العريف.

ثم بدأ الإقراءَ والتحديث في الأندلس في عصر المرابطي. «غلبت  عليه خَواطرُ التّخلِّي عن مخُالطةِ الناس وإيثارِ الانقطاع إلى الله تعالى والعزوف عن الدُّنيا وأهلِها والعكوف على العبادة والعِلم». فرحل إلى المشرق أيام الخلافة الفاطمية سنة 542 / 1148 م وحجّ سنة 546 هـ/ مارس 1152 م، وجاور مكة مدّةً. عزم على العودة إلى الأندلس، ولكنه توفي أثناء عودته في قوص من صعيد مصر يوم 4 رمضان 549 أو 550/ 11 نوفمبر 1154 ودفن بها «عند الجُمَّيزة التي تَلِي سُوق العَرَب هنالك، وقبرُه ثَمَّ مشهورٌ يُزارُ ويُتبركُ به». وقيل توفي في مكة.

## مهنته
برز في علم الحديث وكان راويةً عارفًا بالعلوم الشرعية واللغوية والنحو والأدب. وكان شاعرًا أيضًا، وله أبياتٌ في الزهد والحكمة والوصف. وله مؤلفات. ذكره الذهبي في سير أعلام النبلاء وقال «وَلَهُ تَصَانِيْفُ مُمتعَةٌ، وَشعرٌ، وَفَضَائِلُ، وَيدٌ فِي اللُّغَةِ.»وقال عنه ابن عبد الملك المراكشي «وكان مُفسّرًا للقُرآن العظيم، عالمًا عاملاً، مُحدّثًا راوية عدلاً، بَلِيغًا فَصِيحًا شاعرًا مجوّدًا، أديبًا، متصوِّفًا صالحا فاضلًا ورعًا، غَزِيرَ الدَّمعةِ، بادي الخَشْية والخُشوع، كثيرَ اللُّزوم لمطالعة كُتُب العِلْم، عاكفًا على التَّقْييد. صنَّفَ في علوم القُرآن والحديث، وله إنشاءاتٌ في سُبُل الخَيْر والرَّقائق نَظْمًا ونثرًا يلوحُ فيها بُرهان صِدْقِهِ.» وذكره قصيدته مطلعها «أسيرُ الخَطَايا عندَ بابِكَ واقف/ على وجَلٍ ممّا به أنت عارِفُ».

## مؤلفاته
- «الأنباء في حقائق الصفات والأسماء»، في شرح أسماء الله الحسنى
- «الأنوار في فضل النبي المختار»
- «الحقائق الواضحات»
- «الدُّرُّ المنظوم فيما يُزيل الغُوم والهموم»
- «الغرر من كلام سيد البشر»
- «الكوكب الدُّريُّ المُستخرج من كلام النبي العربي»، مرتّب على حروف الهجاء
- «المُعشِّرات»، مجموع شعره في الزهد.
- «النَجمُ من كلام سيّد العُربِ والعُجم»، عشرة أبواب عاشرها أدعية مأثورة عن الرسول
- «أنوار الآثار»، في أحاديث الرحمة
- «أنوار الأثر»، أربعون حديثًا في الصلاة على النبي
- «إيضاح المعاني الزاهرات»
- «تفسير العلوم والمعاني المستودعة في السبع المثاني» أو «سر العلوم والمعاني المستودعة في السبع المثاني»، تفسير لسورة الفاتحة
- «شرح الباقيات الصالحات»
- «ضياءُ الأولياء»، في عدّة أجزاء
- «محاسنُ المجالس»، في التصوف